# Heidelberger Kunstverein
Der Heidelberger Kunstverein ist ein 1869 in Heidelberg gegründeter Verein, der sich der Förderung und Vermittlung zeitgenössischer Kunst widmet. Er ist seit 1910 Mitglied im ADKV. Das Gebäude des Vereins in der Heidelberger Altstadt wurde 1990 erbaut und grenzt an das Kurpfälzische Museum an. Zum 1. April 2022 hat in der Nachfolge von Ursula Schöndeling der Kurator Søren Grammel die Leitung des Kunstvereins übernommen.

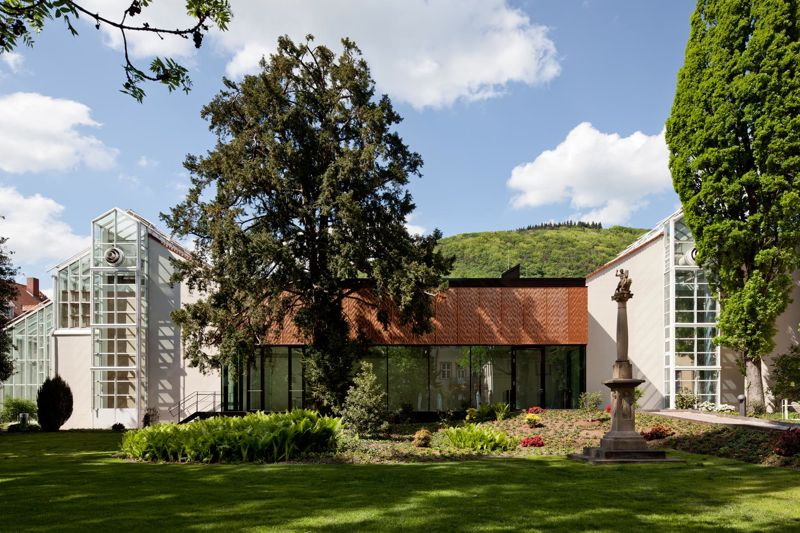
Gebäude des Heidelberger Kunstvereins (2012)

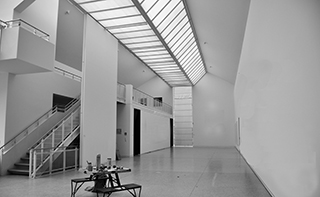
Leere Halle vor Ausstellungsaufbau (2011)

## Geschichte

### Gründungszeit
Ende der 1820er-Jahre entstanden in Deutschland – als bürgerliche Gründungen – die ersten Kunstvereine. Im Großherzogtum Baden wurden der Freiburger Kunstverein 1827 und in Karlsruhe der Vorläufer des heutigen Badischen Kunstvereins 1831 gegründet, der Mannheimer Kunstverein folgte 1833. Am 17. und 18. Mai 1836 trafen sich in Heidelberg die Abgeordneten der Kunstvereine von Mainz, Darmstadt, Mannheim, Karlsruhe und Straßburg und schlossen sich als Dachverband zur Association rhénane pour l’encouragement des Beaux-Arts, dem „Rheinischen Kunstverein“ zusammen, dem ein Jahr später auch Freiburg und Stuttgart beitraten.
Der Heidelberger Kunstverein wurde 1869 als jüngster unter den badischen Kunstvereinen gegründet. Ein eigenständiges Museum im heutigen Sinne gab es damals in Heidelberg nicht. Als eigentlicher Initiator der Bewegung wird der Künstler Ludwig Horst gesehen, der sich konsequent für die Gründung des Kunstvereins in Heidelberg einsetzte. „Am heiligen Pfingstfest“ gingen Schreiben an die Stadt mit der Bitte um (finanzielle) Beiträge und der Begründung, der Kunstverein erhöhe das Ansehen der Stadt, welche keine eigenständige Kunsteinrichtung vorweisen könne. Die definitive Konstituierung des Kunstvereins erfolgte am 7. Juli 1869. In der Satzung des Kunstvereins wurde festgehalten:

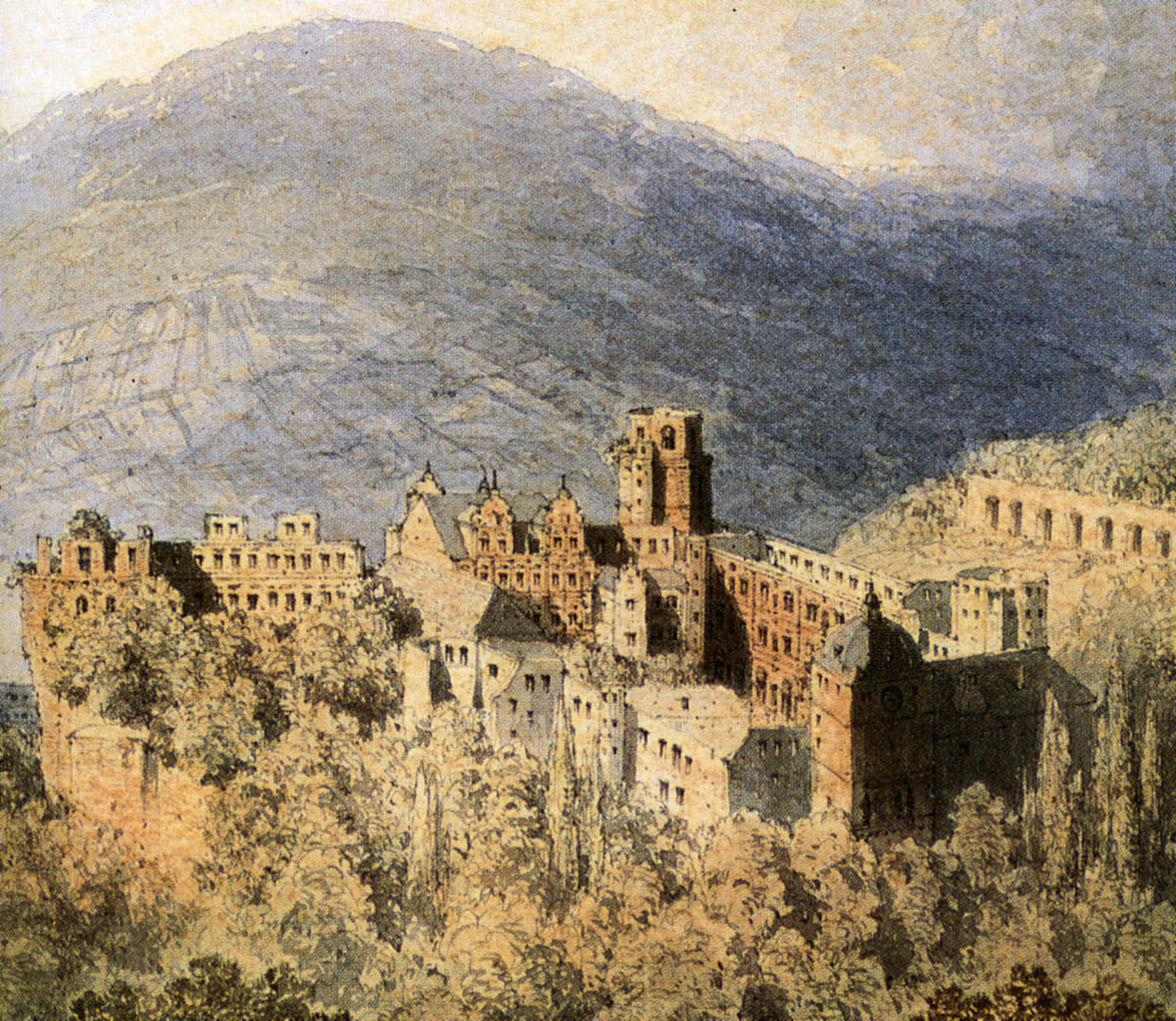
Heidelberger Schloss von Theodor Verhas 1856, Ausschnitt

„Zweck des Heidelberger Kunstvereins ist die Ausstellung von Werken der bildenden Kunst und Betheiligung an den Interessen dieses Kunstgebietes überhaupt.“

Am 26. August 1869 wurde in der neuen evangelischen Schule in der Plöck (heute Friedrich Ebert-Schule) in zwei leerstehenden Zimmern die erste Gemäldeausstellung eröffnet. Vertreten waren die Künstler Alexandre Calame, Peter von Cornelius, Carl Ludwig Feuerbach, Anselm Feuerbach, Karl Philipp Fohr, Ernst Fries, Louis Horst, Johann Karl Heinrich Koopmann, Frl. Ney, Moritz Oppenheim, Karl Rottmann, Eduard Steinle, Philipp Veit und Theodor Verhas.
Im Gründungsjahr hatte der Kunstverein eine Mitgliederzahl von 150. Diese konnten als Jahresbeitrag mindestens fünf Lose zu je fünf Gedulden erwerben. Aus dem Erlös der Mitgliedsbeiträge wurden Kunstwerke erstanden, die jährlich an die Mitglieder verlost wurden. Damals war es noch Ziel des Kunstvereins, eine eigene Sammlung anzulegen. Diese wuchs schnell an und zählte vor allem die bei der ersten Ausstellung vertretenen Künstler. 1910 trat der HDKV als Mitglied in den Verband Deutscher Kunstvereine ein.

### Aufbauphase
Erster Vorsitzender des Vereins wurde der Archäologe Karl Bernhard Stark, der bis zu seinem Tode 1879 die Führung innehatte. Dies zog eine beständige kuratorische Leistung in Präsentation und Auswahl der Kunstwerke nach sich. In den Jahren 1894/1895 kam es zu wesentlichen Änderungen. Neben den Ausstellungen wurden zum ersten Mal Vorträge zur zeitgenössischen Kunst gehalten. Entscheidend hierfür war der Amtsantritt Henry Thodes 1894 als Professor für Kunstgeschichte an der Universität Heidelberg. Unter seinem 1895 beginnenden Vorsitz erlangte der Kunstverein erstmals überregionale Reputation. Thode beschäftigte sich vorwiegend mit den Entwicklungen zeitgenössischer Kunst. Er stieß eine Debatte an, während der die Verhandlung zwischen französischer, impressionistischer Kunst und deutscher, historischer Akademiemalerei sich zu einer politischen Stellungnahme auswuchs. Er bezog in dieser Frage mit einer 1895 organisierten Ausstellung zu Hans Thoma Stellung, den er für einen „idealen Vertreter einer ‚deutschen‘ Kunst [hielt]“. Damit sprach er sich eindeutig gegen die Kunst der Impressionisten aus und kann als konservative Stimme in diesem deutschlandweiten Kunsthistorikerstreit gelten. Thode verließ den Kunstverein 1905.
1907 hatte die Heidelberger Öffentlichkeit zum ersten Mal die Chance, Expressionistische Kunst zu sehen. Kunstwerke der Künstlergruppe „Die Brücke“ wurden neben anderen in den Ausstellungsräumen gezeigt. Die Presse und Öffentlichkeit reagierten mit Unverständnis und Geringschätzung. 1909 zeigte der Kunstverein Werke von Emil Nolde, die ähnlich kritisch aufgenommen wurden.
1918 wurde unter den Vorstandsmitgliedern Carl Neumann und Wilhelm Fraenger in einer Schrift auf die ‚neuen‘ Arbeitsfelder des Kunstvereins folgend eingegangen:

„[…] Seiner Funktion, als Brücke zwischen moderner Kunst und dem Publikum zu dienen, kommt hier in Heidelberg besondere Bedeutung zu: Heidelberg besitzt keine andere Organisation, die diesem Zwecke dient: wir haben bis jetzt nicht wie Mannheim eine moderne städtische Kunstsammlung; auch keinen städtischen Ausstellungsbetrieb wie Baden-Baden. […] So ist die Pflege neuerer Kunst ausschließlich dem Heidelberger Kunstverein anheimgegeben.“

Dennoch war der Kunstverein in seiner Ausrichtung nach wie vor durch das Erbe Henry Thodes beeinflusst und eine konservative Linie im Ausstellungswesen blieb bestehen. „Die Ausstellungen, die an die während des Kaiserreichs vereinzelten Begegnungen mit den radikal-modernen Künstlern z. B. des Expressionismus haben anknüpfen können, [blieben] die Ausnahme.“

### Nationalsozialismus und Gleichschaltung
1930 übernahm der Heidelberger Kunsthistoriker August Grisebach den Vorsitz im Kunstverein. Dieser wurde 1933 von seinem Nachfolger Hubert Schrade sowohl aus seinem Amt im Kunstverein, wie 1937 von seinem hauptamtlichen akademischen Lehrstuhl verdrängt, auf Grund ‚jüdischer Versippung‘ durch die Hochzeit mit seiner jüdischen Frau.

„Während im Kunstvereinsprogramm der Jahre um 1930 Namen wie Max Beckmann, Erich Heckel, Wassily Kandinsky, Paul Klee und Oskar Schlemmer begegne[te]n, standen die Jahre nach 1933 im Zeichen der allgemeinen Parteihörigkeit und der besonderen Linientreue Schrades.“

Anders als in den badischen Kunstvereinen Karlsruhe oder Mannheim gestaltete sich die Gleichschaltung des Programms sowie der Vorstandsmitglieder reibungslos. Aktionen gegen verfemte Künstler sind nicht verzeichnet. Dennoch traten viele Mitglieder, die der nationalsozialistischen Politik skeptisch gegenüberstanden, aus dem Verein aus. Ebenso wurden unliebsame Personen einfach ausgewechselt und durch linientreue Gefolgsmänner ersetzt. Trotz der schrumpfenden Mitgliederzahlen zu dieser Zeit stiegen die Besucherzahlen aufgrund geschickter propagandistischer Aktionen.

### Neuanfang nach dem Zweiten Weltkrieg
Ende 1946 gründete sich der Kunstverein unter Vorsitz von August Grisebach neu. „Diese demonstrative Geste konnte auch den letzten Unverbesserlichen klarmachen, dass man mit dem Neubeginn auch wieder wirklich neue Wege bei der Pflege der Kunst beschreiten wollte.“ Entsprechend war die erste Ausstellung Karl Hofer gewidmet, der zu den verfemten Künstlern „Entarteter Kunst“ gezählt hatte.
Nachfolger August Grisebachs wurde Gustav Friedrich Hartlaub, dessen Programm inhaltlich an dasjenige von Grisebach anknüpfte und von dessen Nachfolgern Wechsler und Georg Poensgen fortgesetzt wurde. Mit den ausgehenden sechziger Jahren waren schließlich merkliche Veränderungen feststellbar. Eine Umschichtung des Ausstellungsprogramms war namentlich dem Vorsitzenden Jens Christian Jensen zu verdanken:

„Neue Entwicklungen gerade der ausländischen Kunst erschlossen Möglichkeiten, die völlig anders waren als die Werke der zu jener Zeit schon klassisch zu nennenden Meister des 20. Jahrhunderts.“

Auch Initiativen wie die ‚intermedia‘ von Jochen Goetze und Klaus Staeck trugen dazu bei, Künstler nach Heidelberg zu holen, die experimentell arbeiteten. Die Stelle einer künstlerischen Direktion, die sich dem Ausstellungswesen widmete, wurde erstmals 1970 mit Hans Gercke besetzt. 1975 wurde, für die bislang ehrenamtliche Aufgabe der Leitung des Heidelberger Kunstvereins, eine honorierte Stelle eingerichtet. Gercke war 36 Jahre lang Direktor. Es gelang ihm, bedeutende Ausstellungen zu gestalten, die bei den Besuchern und Mitgliedern besonderen Anklang fanden: so beispielsweise die Ausstellung „Baum“ 1985 und „Blau – Farbe der Ferne“ 1990, mit der das neue Gebäude eingeweiht wurde und zu der 120.000 Besucher aus der gesamten Bundesrepublik angereist waren. Johan Holten wurde 2006 Nachfolger Gerckes.

„Nach seinem Antritt als Direktor […] verwandelte Holten diesen in eine international beachtete Plattform für zeitgenössische Kunst. Einzelausstellungen von Armin Linke, Simon Starling, Walid Raad oder Rimini Protokoll prägten mit thematischen Gruppenausstellungen wie die international tourende Schau ISLANDS+GHETTOS und die lokal verankerte Retrospektive INTERMEDIA 69/2009 die programmatische Ausrichtung des Heidelberger Kunstvereins und fanden Beachtung in der internationalen Presse.“

Etliche der in Heidelberg gezeigten Künstler gelangten später zu hoher Reputation. Nachfolgerin Holtens wurde 2012 Susanne Weiß, seit dem 1. Januar 2017 ist Ursula Schöndeling Direktorin des Kunstvereins.
Wichtigster Förderer des Kunstvereins sind die Stadt Heidelberg und das Land Baden-Württemberg. Darüber hinaus leisten die Mitglieder mit ihren Beiträgen sowie unternehmerische Förderer einen wichtigen Beitrag zur Arbeit des Kunstvereins.

## Frage des Raumes
Bereits 1873 musste der Verein das Schulgebäude in der Plöck verlassen und mietete Räume im ‚Dr. Leonhardschen Haus‘ an. Hin und wieder durften Ausstellungen in der Aula der Universität ausgerichtet werden, der Verein war dabei jedoch vom Wohlwollen der Schulleitung und der Stadtverwaltung abhängig. Man blieb daher auf der Suche nach geeigneten Räumen, in welchen langfristig größere Ausstellungen untergebracht werden könnten. Diese Suche zog sich bis 1990 durch die gesamte Geschichte des Kunstvereins und brachte häufig lediglich provisorische Lösungen zu Tage, wie beispielsweise die umständliche Unterbringung im dritten Stock der Stadthalle, in der der Kunstverein von 1903 bis 1914 angesiedelt war. Mit Beginn des Ersten Weltkrieges spitze sich die Raumproblematik des Kunstvereins weiter zu. Die Stadthalle wurde zum Lazarett, andere mögliche Unterbringungen wurden zu Behelfsunterkünften, bzw. wurden für ‚kriegsbedingte Verwendungen‘ genutzt. In Büroräumen der ‚pfälzer katholischen Kirchenschafnerei‘ konnte der Kunstverein während des Krieges vorerst seine Arbeit wieder aufnehmen. Nach Ende des Krieges zog er 1920 provisorisch erneut in die Räume der Stadthalle ein. Die folgenden Jahre der Rezession gingen auch am Kunstverein nicht spurlos vorbei. Um die immer noch offenstehende Raumfrage durch Vereinbarungen mit der Stadt auch in finanzieller Hinsicht zu lösen, entschloss sich der Kunstverein 1929, einen Tausch seiner bestehenden Sammlung gegen adäquate Räumlichkeiten einzugehen. Die Stadt konnte sich so ihren Wunsch nach einer ‚Städtischen Sammlung‘ erfüllen und der Kunstverein zog 1930 in die Villa Sophienstraße 12 ein.
Kurz nach Ausbruch des Zweiten Weltkriegs verlor der Kunstverein erneut sein Domizil und wurde in Räumen des Kurpfälzischen Museums untergebracht. Diese wurden 1945 vom amerikanischen Roten Kreuz beschlagnahmt: der Kunstverein war erneut heimatlos. 1936 wurde dem Kunstverein die Gartenhalle des Kurpfälzischen Museums für die Ausstellung “Heidelberg, Vermächtnis und Aufgabe” zugewiesen. Im Laufe der Jahre wurden hier Ausstellungen verwirklicht, „die im kulturellen Leben der Stadt Marken setzten“ (Peter Anselm Riedl: Rede zum 140. Jubiläum S. 11) Der Autor Michael Buselmeier bekräftige ebenfalls rückblickend den wichtigen Stellenwert des Kunstvereins im kulturellen Dialog der Stadt:

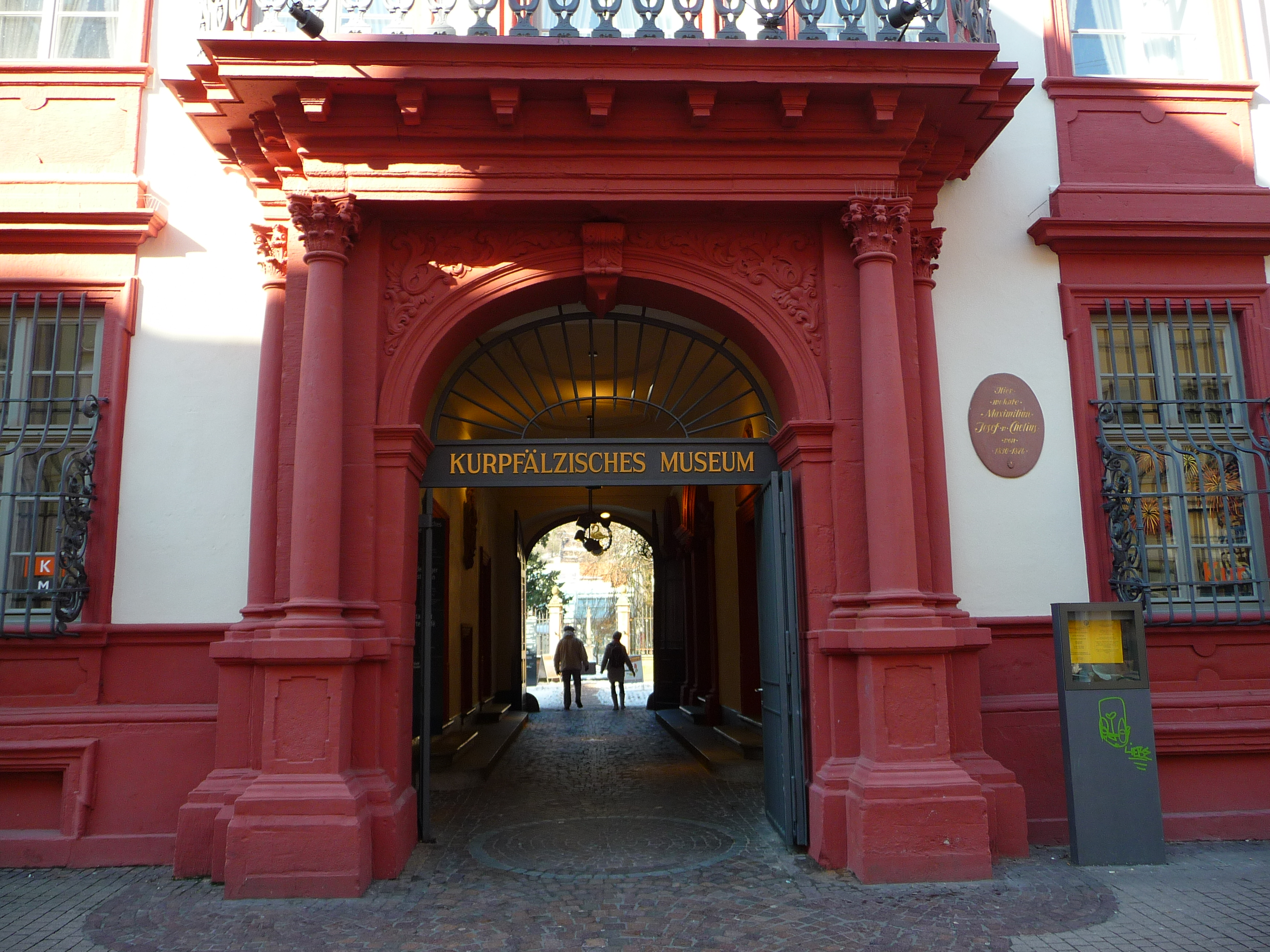
Kurpfälzisches Museum Haupteingang

„Auf eine heute schwer vorstellbare Weise war der Kunstverein in den späten 70er Jahren ein subversiver Ort – weniger im Sinn einer radikalen Ästhetik als im Interesse einer Selbstverständigung der im Gemeinderat nicht vertretenen Opposition. […] Vor allem nach der gewaltsamen Räumung des Collegium Academicum im März 1978 fand die vielfach gebeutelte Linke im [Kunstverein] einen ihrer letzten Versammlungsplätze.“

1990 zog der Kunstverein in ein neu errichtetes Gebäude mit 500 m² Ausstellungsfläche. Der Zugang zum Heidelberger Kunstverein führt durch das großzügige Portal, über den Innenhof und die Gartenanlage des Kurpfälzischen Museums, beherbergt im Palais Morass, von der Hauptstraße 97 aus zum Eingang des Kunstvereins. Der dreigeschossige Neubau wurde nach Entwürfen des Architekten Dieter Quast errichtet und ist architektonisch mit dem Kurpfälzischen Museum verbunden. 2011 erfolgten Umbauten der gemeinsamen Empfangshalle des Kurpfälzischen Museums und des Kunstvereins.

## Ausstellungen (Auswahl)
- 1990: Horst Brunsiek
- 1995: Helmut Schober: Performance, Zeichnung, Malerei, Plastische Projekte, 23. April – 18. Juni
- 1998: Die Einladungskarten des Museums für Moderne Kunst München (1992–1998), 26. Juli – 6. September
- 2000: Jürgen Liefmann: Arbeiten auf Papier, 19. März – 24. April
- 2002: Der Berg, 20. Oktober 2002 – 19. Januar 2003
- 2005: Arvid Boecker: Milch und Honig,[21] 23. Januar – 27. Februar
- 2005: Ines Hock: Sehstücke[22]
- 2009: Römer + Römer: Terrorist Nr. 1,[23] 3. Mai – 28. Juni
- 2009: Jorinde Voigt: Symphonisches Areal, Beat und Proportion,[24] 4. Juli – 23. August
- 2012: Ulf Aminde: Der Noth gehorchend, 10. März – 20. Mai
- 2015: Ceija Stojka: Wir leben im Verborgenen, 21. Februar – 12. April
- 2022/24: Revision -part II. Céline Condorelli, 12. Juni 2022 – 31. Dezember 2024
- 2022/23: Merge. Simon Dennys, 4. November 2022 – 8. Januar 2023
- 2022/23: Wo der Raum vorbeifliegt. Katinka Eichhorn, Jordan Madlon, 5. November 2022 – 8. Januar 2023
- 2023: Matter of Alliances. Marwa Arsanios, 18. Februar – 30. April 2023
- 2023: Savoir Vivre. Agnes Scherer, 27. Mai – 6. August 2023
- 2023: Tracing a Seeping Terrain. Eloïse Bonneviot & Anne de Boer
- 2024: Found Subject. Raphaela Vogel, 25. Februar – 12. Mai 2024
- 2024:  Sex Reenchanted. Daphne Ahlers, Dalila Dalléas Bouzar, CANAN, Anna Ehrenstein, Monia Ben Hamouda, Şafak Şule Kemancı, Tabita Rézaire, Zoe Williams